# Stichting Stadskanaal Rail
La "Stichting Stadskanaal Rail" (en français : Fondation Ferroviaire Stadskanaal) plus connue sous le nom de "Museumspoorlijn STAR", a été créée le 26 juin 1992 dans le but de préserver la ligne ferroviaire entre Veendam – Stadskanaal – Musselkanaal et d'exploiter un chemin de fer touristique en traction vapeur. Le nom est un clin d'œil à l'ancien Groningsch-Drentsche Spoorwegmaatschappij Stadskanaal-Ter Apel-Rijksgrens.

## Histoire

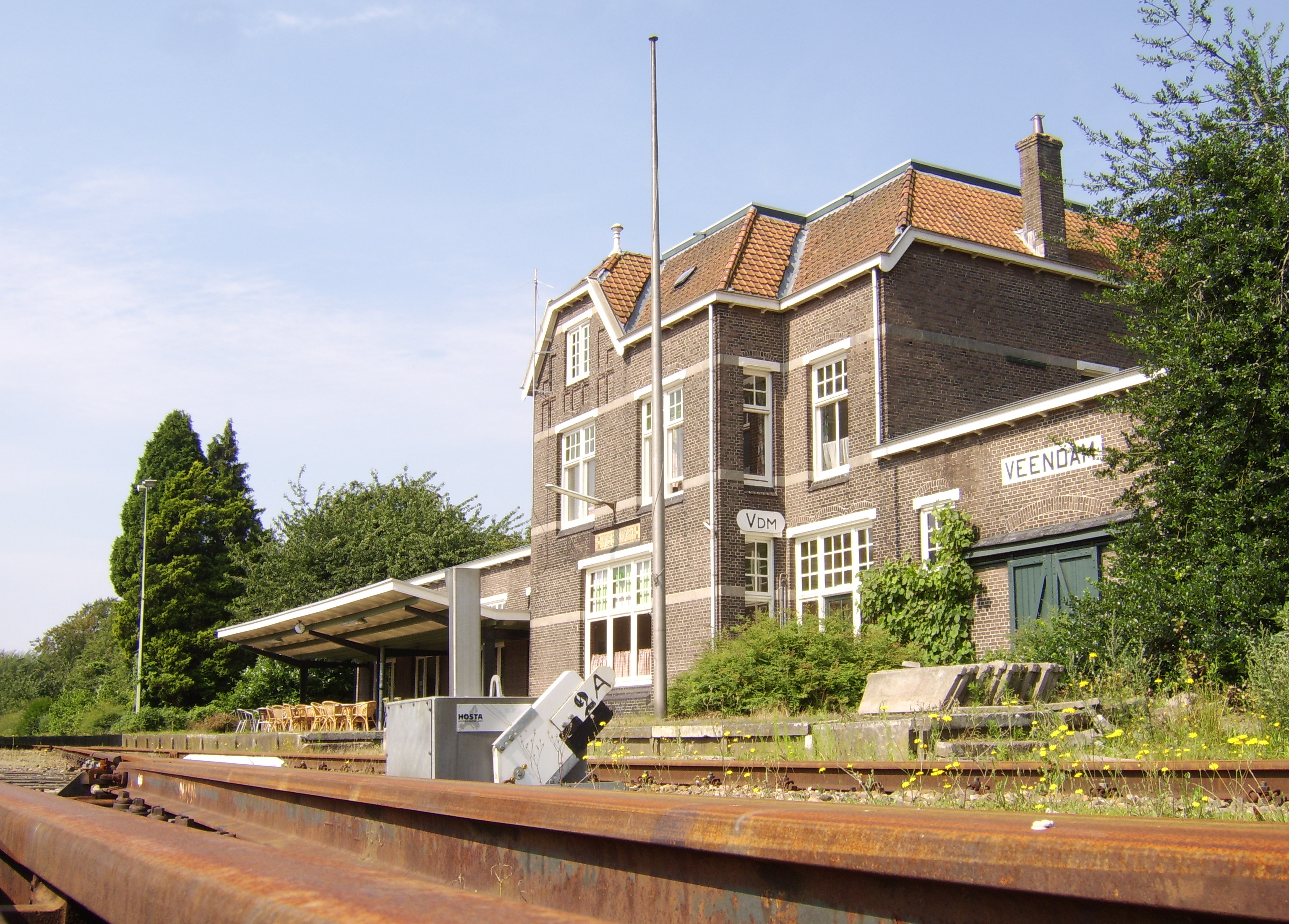
Le bâtiment de la gare de Veendam, construit en 1910 par NOLS.

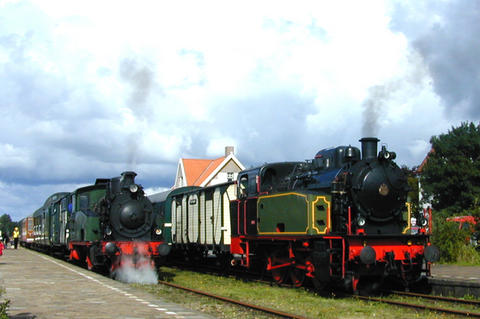
Au musée ferroviaire "STAR" en 2001, avec les locomotives à vapeur 'Emma' et 'Anna' à Stadskanaal.

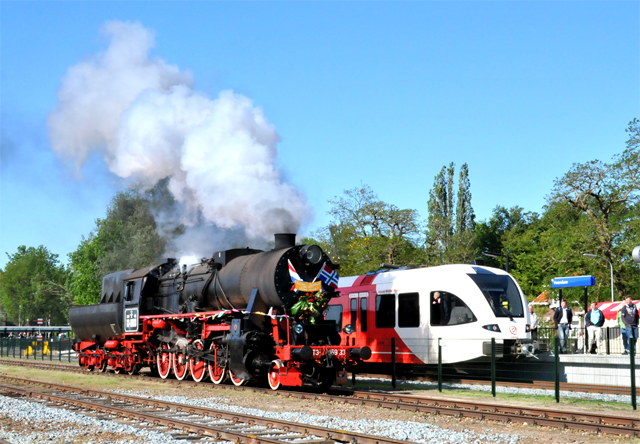
Ouverture des services voyageurs à la gare de Veendam et sur la ligne ferroviaire Zuidbroek – Veendam.

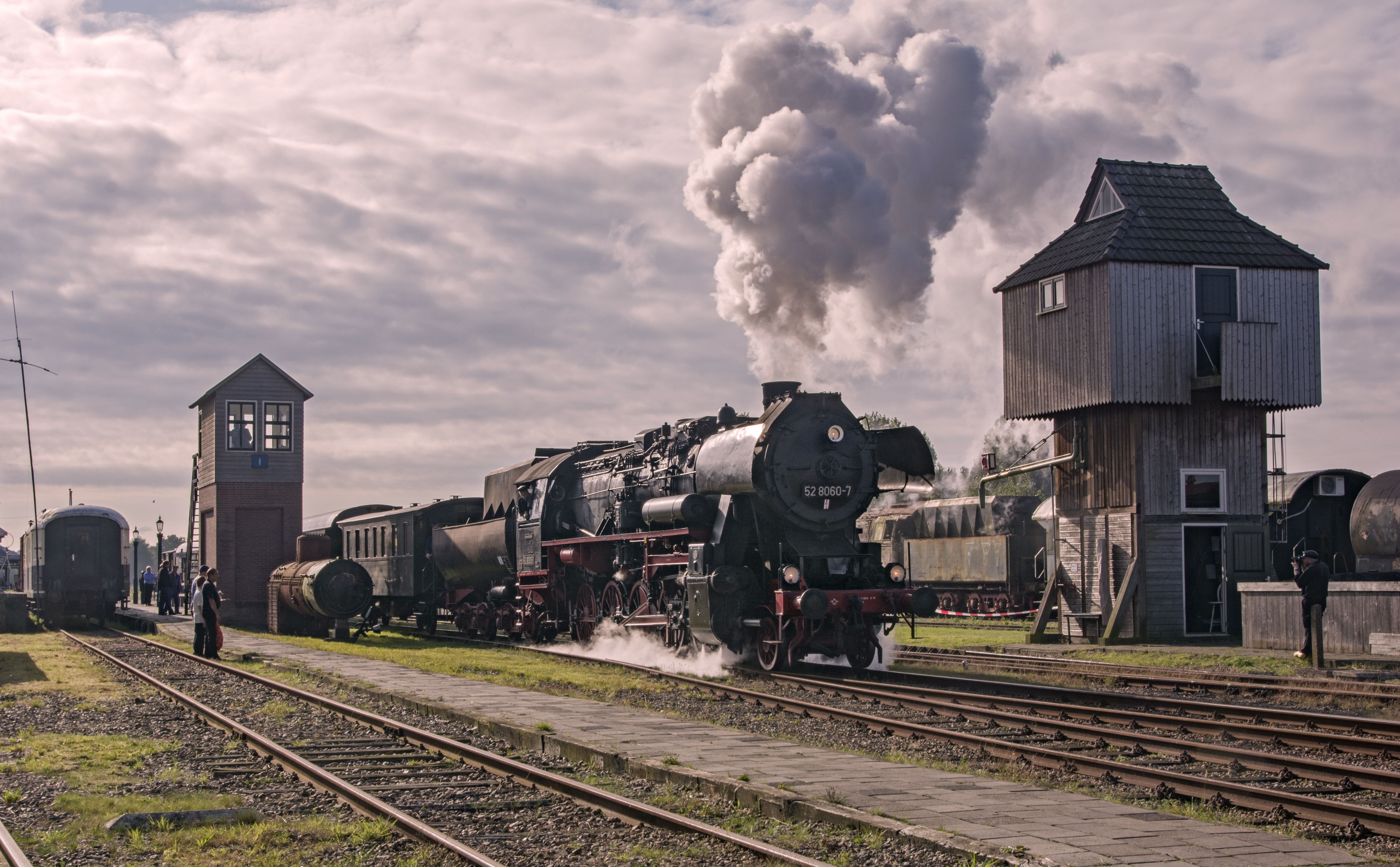
La locomotive à vapeur Br 52.8060 part de Stadskanaal vers Veendam.

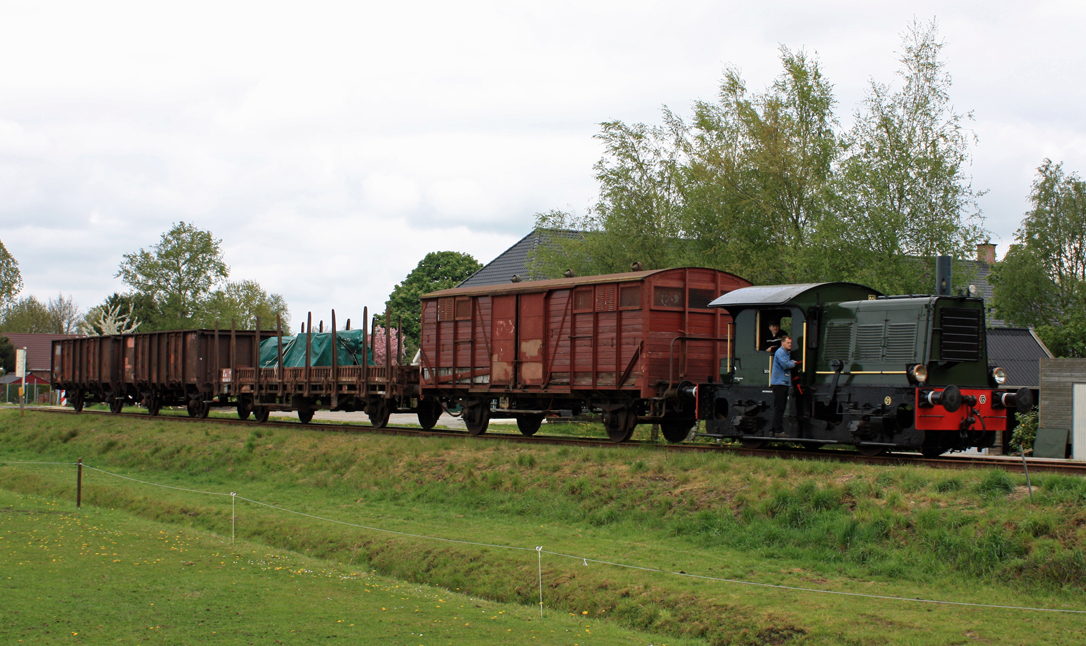
La locomotive diesel NS 204 avec train de marchandises à Stadskanaal.

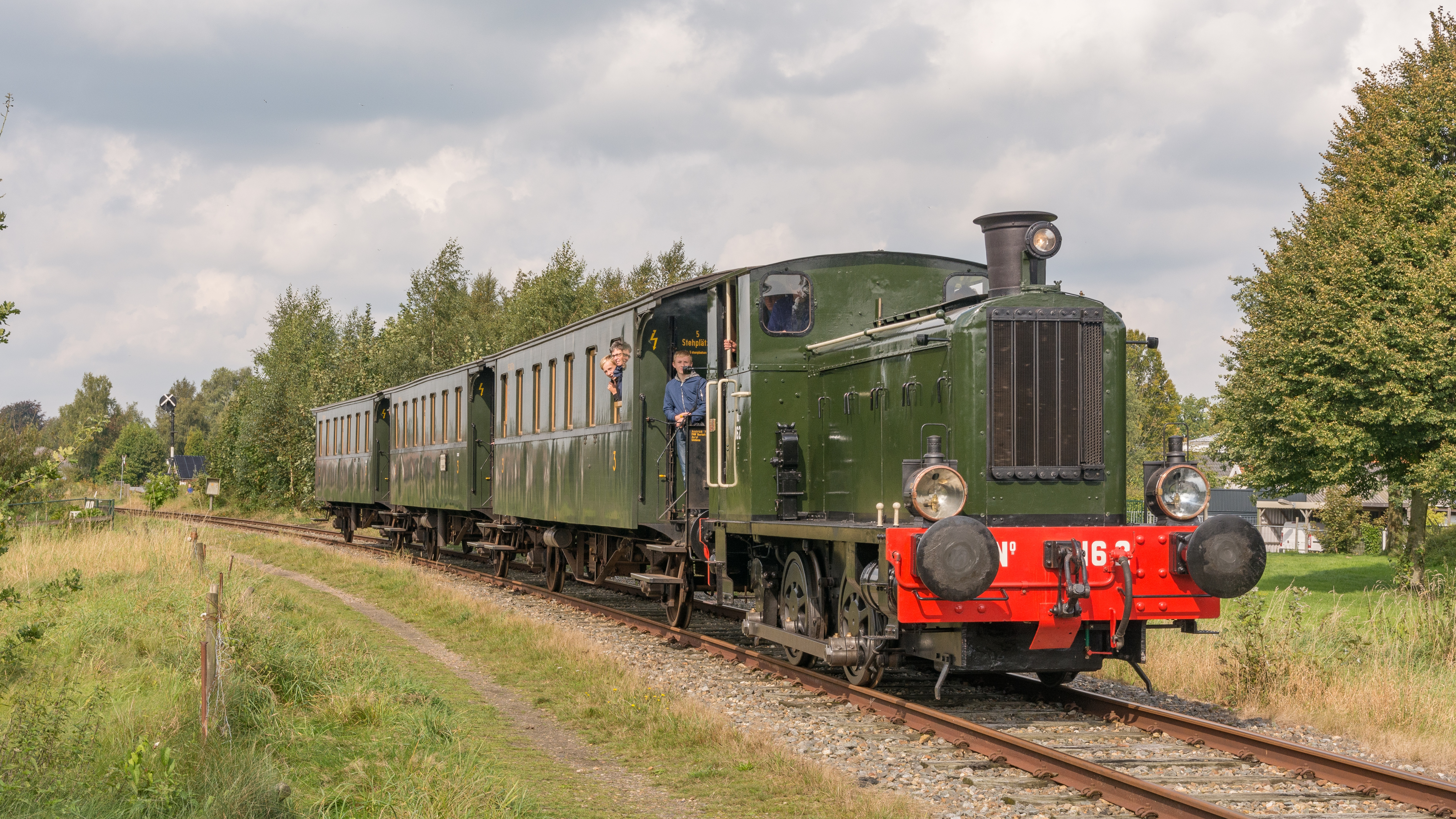
La locomotive diesel NS 162 / WD 70033 à Musselkanaal.

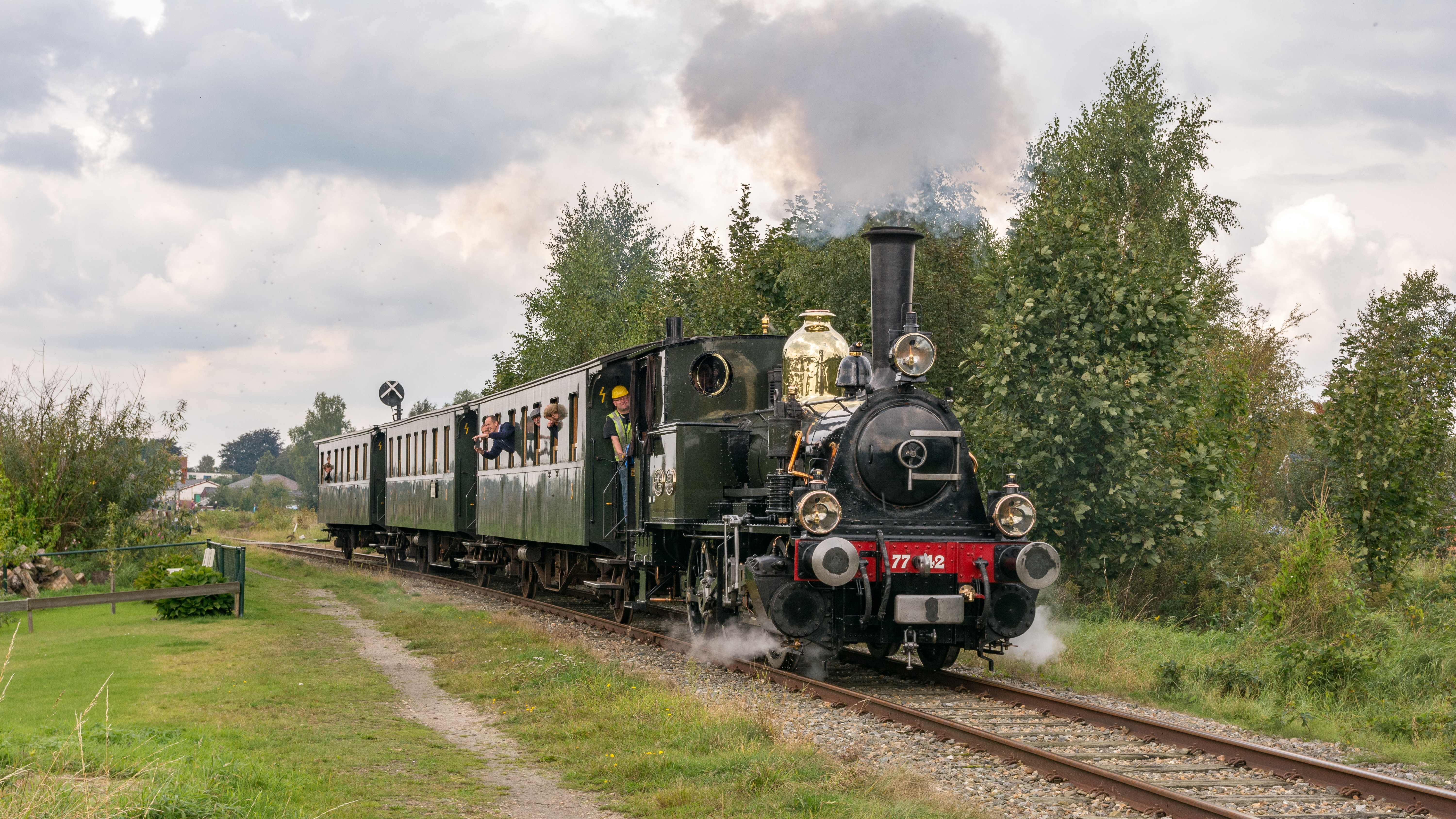
La locomotive à vapeur 7742 du "SHM" à Musselkanaal.

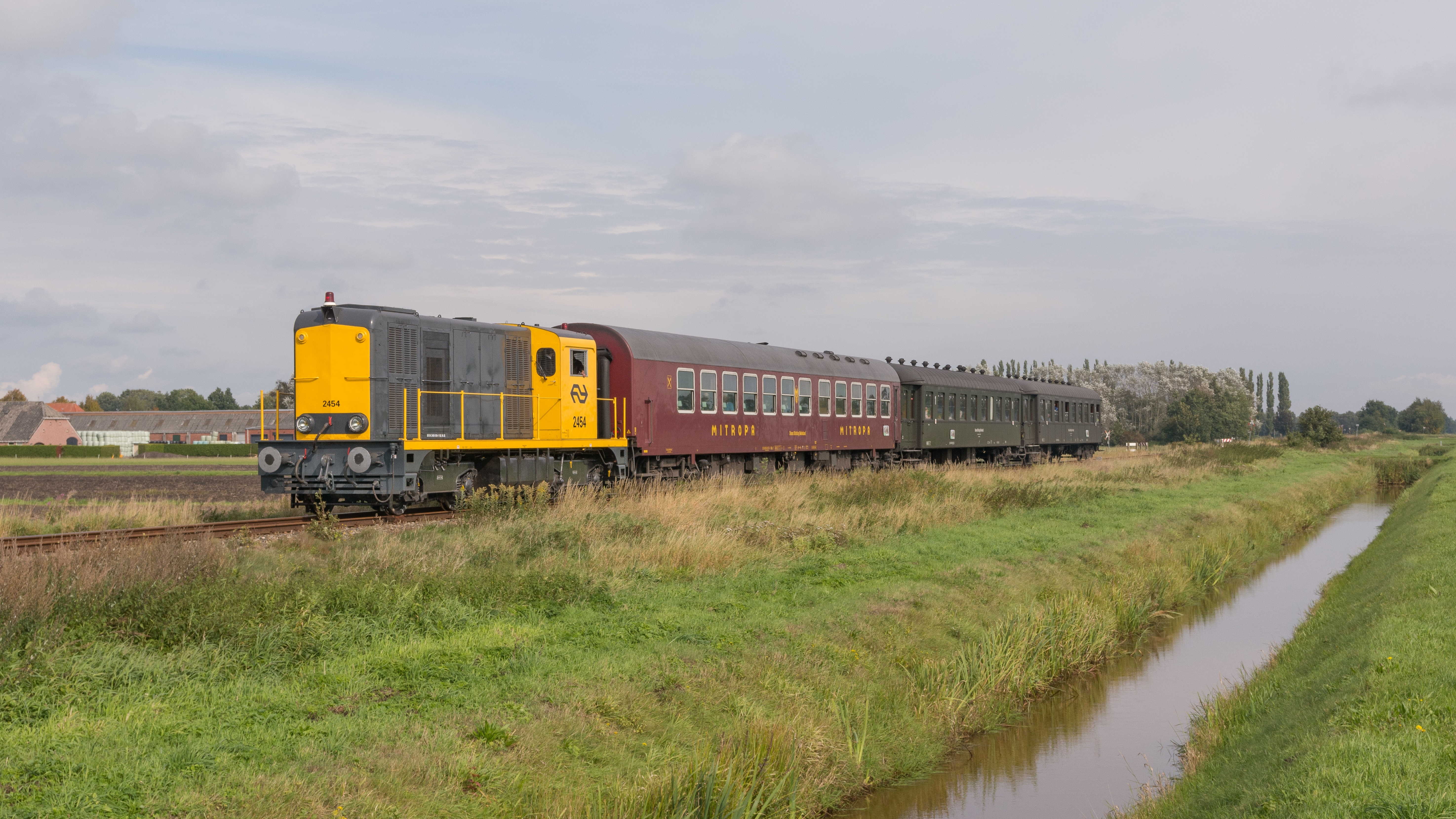
La locomotive diesel 2454 du "BSH" à Wildervank.

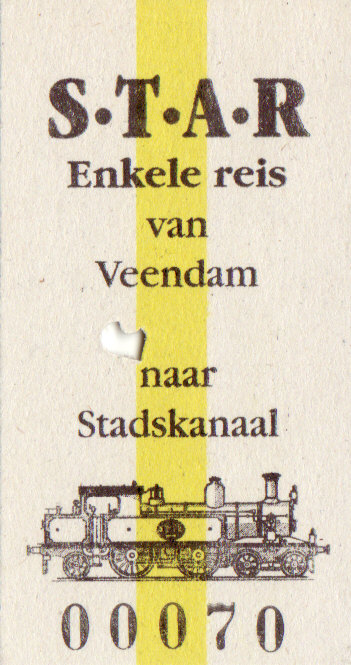
Billet du "STAR", pour un billet aller simple pour un adultes.

Le tronçon de voie entre les villes de Groningue de Stadskanaal et Veendam a été construit en 1910 par le "Noordoosterlocaalspoorweg-Maatschappij" (NOLS) et le tronçon de voie entre Stadskanaal et Musselkanaal a été construit en 1924 par la "STAR" d'origine, le Groningsch-Drentsche Spoorwegmaatschappij Stadskanaal-Ter Apel-Rijksgrens. Depuis 1938, toute la ligne de chemin de fer appartenait aux NS, le trafic de marchandises a été interrompu en 1990.
Il a bien failli ne pas avoir de chemin de fer musée à la frontière Drents/Groningen. Si un certain nombre de fanatiques menés par Theo Euverman n'avaient pas tiré la sonnette d'alarme en 1991, les NS auraient démantelé entièrement la ligne Veendam – Stadskanaal – Nieuw Buinen – Musselkanaal.
En 1994, le premier matériel roulant a été acquis auprès du "VEHE"  à Dollntrein (Allemagne). Les premiers voyages de la "STAR" ont eu lieu les 18 et 19 juin 1994. Cependant, les deux locomotives à vapeur n'avaient pas encore été transférées d'Allemagne à cette époque, c'est pourquoi la locomotive à vapeur n°4 (1925) du MBS a tracté ce premier train. À partir de la saison 1995, l'association a circulé avec ses propres locomotives sur les lignes entre Veendam – Stadskanaal et Stadskanaal – Musselkanaal.
De nombreux anciens bâtiments de la gare avaient été démolis, y compris la gare de Stadskanaal. La "STAR" a dû construire un nouveau bâtiment de gare dans un style rétro. Celui-ci a été inauguré en 1997. Seul le bâtiment d'origine de la gare de Veendam (datant de 1910) a été conservé. Il a servi de lieu de réunion de la société apostolique pendant de nombreuses années. Ils ont également utilisé l'ancien bâtiment de la gare du Woltjerspoorweg à Froombosch. En 1969, ces deux ont été fusionnés en une seule communauté à Hoogezand. En conséquence, le bâtiment de la gare est devenu disponible pour d'autres activités.
Le 6 janvier 2003, la "STAR" est devenue propriétaire de la ligne ferroviaire Veendam - Stadskanaal - Musselkanaal. L'achat est d'une superficie totale de près de 56 hectares qui comprend l'intégralité de la ligne de chemin de fer entre Wildervanksterdallen et Veendam au pont sur le Valthermond à Musselkanaal. Les terrains autour des chantiers des (anciennes) gares le long de la voie ferrée ont également été cédés.
Lorsqu'en 2002 la reine Beatrix vient faire un tour en train à vapeur lors d'une visite officielle, c'est la preuve pour le "STAR" de ce que de nombreux visiteurs savent depuis des années : le "STAR" est devenu une organisation muséale reconnue. En plus des promenades en train à vapeur "ordinaires", de nombreux événements sont organisés chaque année et le savoir-faire des employés de la "STAR" est également utilisé dans d'autres musées ferroviaires. Pendant ce temps, la restauration des locomotives à vapeur se poursuit.
En 2005, le bâtiment de la gare existante de Veendam a été acheté. Ce bâtiment a été utilisé et restauré auparavant.
Le 18 janvier 2008, Hans Gerritsen (de la province de Groningue) a dévoilé la dernière pierre de la nouvelle remise à voitures, musée annexe.

### L’incendie de 2009
Le 27 août 2009, un incendie s'est déclaré dans l'atelier de la "STAR" à Stadskanaal. Le bâtiment abritait les locomotives à vapeur TE-5933, Br 52.8060, 'Britta' et les locomotives diesel 609, V53 019, la locomotive n°320, ainsi que deux voitures à voyageurs. Le hangar et le matériel ont subi des dommages très importants. Les cabines des locomotives à vapeur TE-5933 et Br 52.8060 ont été complètement incendiées et leur restauration a pris beaucoup de temps. C'est en partie pour cette raison que l'action : « Aidez le "STAR" à se remettre » a été mise en place. La TE-5933 a été remis en service au printemps 2010. La restauration de la locomotive à vapeur Br 52.8060 a été achevée en 2015. Les locomotives V53 019 et 320 ont pu être remises en service peu après l'incendie. Les dégâts causés au hangar de l'atelier ont également été réparés depuis.

### New Buinen – Moules Canal-Valthermond
Les trains à vapeur du "STAR" ont circulé pour la dernière fois entre Nieuw Buinen et Musselkanaal en octobre 2018. En raison du mauvais état de la voie à Nieuw-Buinen, la "STAR" ne peut plus garantir la sécurité. On étudie si des vélos sur rail peuvent être utilisés ici à l'avenir, ainsi que les possibilités de parcourir à nouveau le tronçon de voie jusqu'à Musselkanaal-Valthermond avec des trains à vapeur. Dans tous les cas, il est clair que cela nécessite un investissement important en temps, en matériel et en argent.

## Accord sur le service ferroviaire régulier entre Groningen – Stadskanaal
L'extension à plus long terme du service ferroviaire Groningen - Veendam à Stadskanaal a été étudiée plus en détail par la province de Groningen en 2015 et 2016. L'utilisation de la voie ferrée existante semblait difficile à réaliser, en partie parce que la voie ferrée appartient à "STAR" depuis 2003 et que les intérêts de la "STAR" ne sont pas toujours alignés sur ceux de la province. Un tel projet n'est pas une priorité pour le gestionnaire ferroviaire ProRail (qui n'est plus propriétaire de la ligne ferroviaire).
Néanmoins, un accord a été conclu en mars 2019 entre ProRail, "STAR", le ministère de l'Infrastructure et de la Gestion de l'Eau et Arriva pour démarrer une liaison ferroviaire entre Groningue et Stadskanaal en 2025. 1.900 voyageurs supplémentaires sont attendus quotidiennement. La "STAR" reçoit un montant de 1,5 million d'euros pour la ligne ferroviaire Veendam - Stadskanaal et le terrain qui l'entoure, et peut ensuite continuer à faire circuler des trains musées entre les trains réguliers d'Arriva. La ligne ferroviaire sera utilisée alternativement par les trains d'Arriva et les trains à vapeur de la "STAR",.
En outre, des plans sont en cours pour une extension supplémentaire à Emmen, le Nedersaksenlijn, qui permettrait une connexion directe de Groningue à Twente. Une étude de faisabilité en 2016  a indiqué qu'il y avait des pistes pour une étude de suivi, qui a eu lieu en 2019. Dans ce document, les coûts de cet investissement ont été estimés à trois fois plus élevés que dans le rapport précédent. Le rapport n'a pas précisé s'il serait alors encore possible pour "STAR" d'entretenir les trains du musée entre Veendam et Stadskanaal. En 2017, une majorité au Conseil provincial de Drenthe voyait plus dans l'amélioration de la N34 que dans la construction d'une nouvelle voie.

## Jusqu’à Gieten?
En 2019, la "STAR" a présenté des plans pour circuler entre Stadskanaal à Gieten. Il s'agit de réaliser une nouvelle liaison touristique attrayante de Hondsrug à Drenthe. L'ancienne ligne ferroviaire Stadskanaal – Gasselternijveen – Gieten, faisant partie des (anciennes) lignes ferroviaires Zwolle – Stadskanaal et Gasselternijveen – Assen de l'ancienne Noordoosterlocaalspoorweg-Maatschappij devrait alors être refaite sur une longueur de 13,3 kilomètres. Le corps de voie du chemin de fer fermé en 1972 et démantelé en 1977 est encore presque entièrement présent. Les coûts de reconstruction sont estimés à 7 millions d'euros. Toujours à la recherche d'argent,.

## Description de l'itinéraire
- 14,8 km : La gare de Veendam a une voie de plate-forme, la "STAR" utilise la gare de triage du gestionnaire de voie ProRail.
  - L'ancien hangar "Jonker" en face de la gare du "STAR" a été utilisé jusqu'en décembre 2010 pour entreposer du matériel ferroviaire excédentaire. Cet entrepôt a maintenant été converti en gare routière couverte et a été mis en service le 16 septembre 2011.
- 12,5 km : La station Wildervank a une cour avec une voie principale et une voie en boucle. Le bâtiment de la gare n'existe plus.
- 8,8 km : La Halte Bareveld a une piste de tête.
- 3,2km : L'ancienne gare Stadskanaal Pekelderweg possède une gare de triage avec une voie de dépassement. Il n'y a pas de plate-forme ici.
  - Auparavant, possibilité de transfert sur le Stoomtramweg-Maatschappij Oldambt – Pekela (SOP) vers Winschoten.
- 0 km : La gare de Stadskanaal a quatre voies de plate-forme et une vaste cour.
- 1,5 km : L'ancienne Stopplaats Stadskanaal Oost, située près du centre de Stadskanaal, n'a pas de gare de triage. Il n'y a pas non plus de plate-forme ici.
- 3,5 km : L'ancienne gare de Nieuw Buinen dispose d'une cour avec une voie terminale et une voie en boucle. Une plateforme est présente ici depuis 2018.
- 6,3 km : L'ancienne Halte Eerste Exloërmond dispose d'une gare de triage avec une voie d'extrémité. Il n'y a pas de plate-forme ici.
- 8,9 km : La gare de Musselkanaal-Valthermond dispose d'une voie à quai et d'une gare de triage avec une voie de tête et une voie en boucle. Au bout de la ligne de chemin de fer se trouve une voie principale.

## Le STARwagon

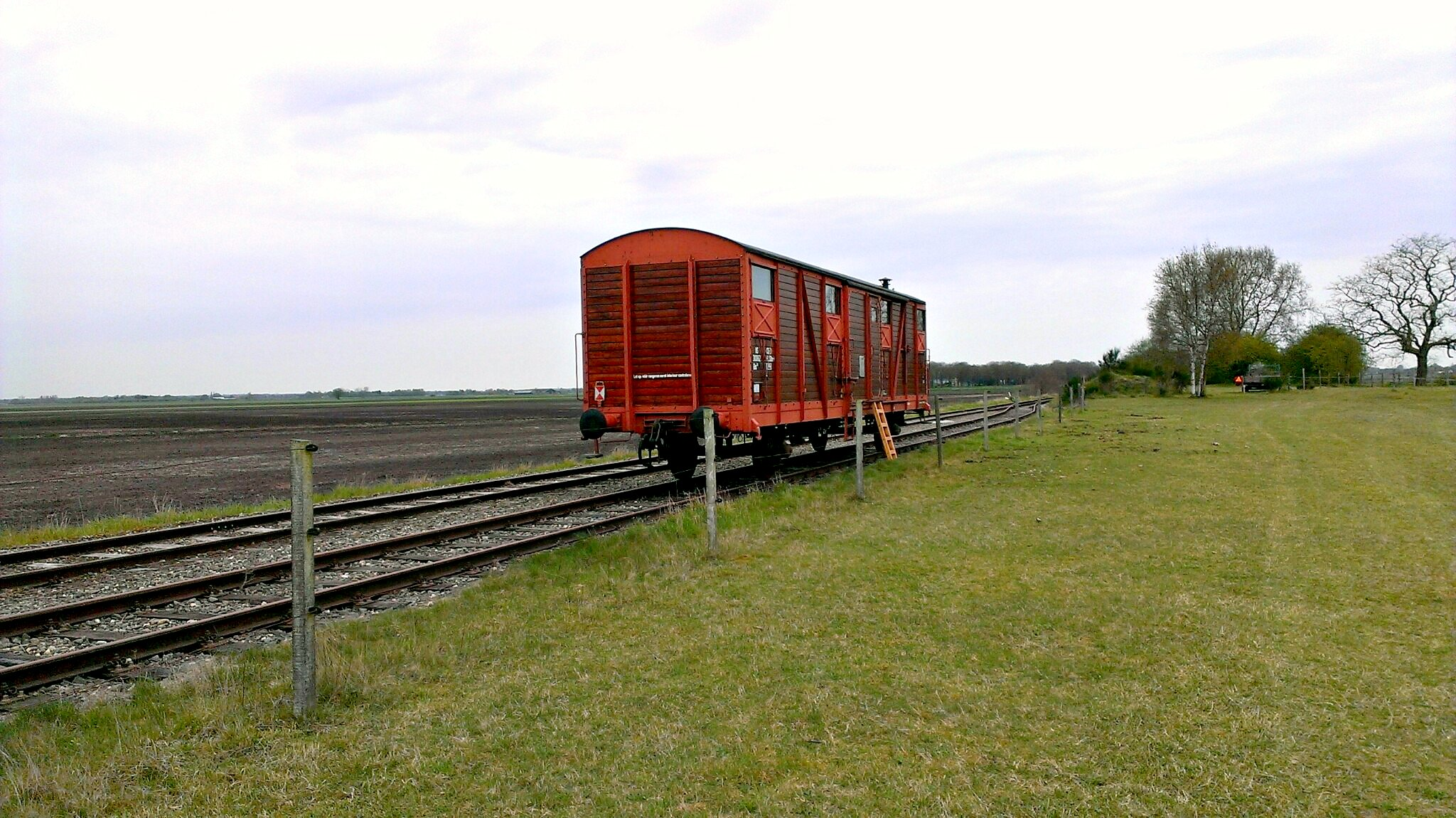
Le "STARwagon" sur la voie de contournement de l'ancien arrêt Halte Stadskanaal Pekelderweg.

En 2002, l'Atelier Van Lieshout a aménagé un wagon de fret, le STARwagon, comme espace de vie, comprenant un espace de travail et une salle de bain. Cet objet d'art a été commandé par le comité de rénovation East Groningen et Gronings-Drentse Veenkoloniën. Le STARwagon est situé à la gare de Stadskanaal.

## La Rame Arriva "Museumspoorlijn STAR"
Le nouveau train Arriva WINK 604 portant le nom de "Museumspoorlijn STAR" a été présenté au public le 18 avril 2022 à Stadskanaal.

## Les collections[17]
Depuis sa fondation, la ligne musée "STAR" a constitué une vaste collection de locomotives, de wagons et de wagons de marchandises. La collection se compose d'environ 100 objets.
La "STAR" possède un certain nombre de locomotives diesel historiques néerlandaises qui servaient autrefois aux NS. Certains d'entre eux ont été ou sont remis dans leur état d'origine. Un certain nombre de locomotives à vapeur, dont la TE-5933 (ex BR 52.5933) en version russe et la BR 52.8060, ont également été restaurées dans la version la plus originale possible. La collection de voitures et de wagons de marchandises comprend un parc fixe de véhicules à deux essieux et une série de wagons de marchandises peints aux couleurs historiques.
Le 25 septembre 2012, la locomotive diesel-électrique NS 2278 a été ajoutée à la collection. Après un gros entretien et la réparation des défauts, il a été mis en service le 9 mai 2013.
En 2017, le locotracteur NS no 162 a été prêtée par la "STAR", après quoi elle est partie au Museum Buurtspoorweg.
Le 3 août 2017, la Locomotive sans foyer no 6326, construite en 1913 par Orenstein & Koppel, et originaire du VOF, Zwijndrecht, est arrivée à Stadskanaal en provenance du Stoom Stichting Nederland à Rotterdam. Avec la "STAR", la locomotive opérationnelle est utilisée lors de journées spéciales,.
Le 20 août 2022, le locotracteur NS Sik no 203 de la compagnie C. Steinweg Handelsveem est arrivé au "Princess Beatrixhaven" de Rotterdam. Construit en 1934 par Werkspoor Amsterdam et entre 1997 et 2000, il est entreposé chez Koninklijke Volker Stevin Rail &amp; Traffic.
Les listes suivantes ne sont pas exhaustives et devront être complétées ou actualisées au fil du temps (dernière actualisation en janvier 2024) :

### Locomotives à vapeur et diesel
| Numéro (noms)                               | Société d'origine              | Constructeur et date                                            | État actuel                                        | Informations techniques | Photo |  |
| ------------------------------------------- | ------------------------------ | --------------------------------------------------------------- | -------------------------------------------------- | --- | ----- |  |
| Locomotive sans foyer no 6326               | VOF, Zwijndrecht               | Orenstein & Koppel, 1913                                        | Opérationnelle                                     | - Locomotive à vapeur d'origine allemande. - Locomotive mise en prêt par le Stoom Stichting Nederland depuis 2017. - 5,8 m, 15 t, vitesse maximum : 35 km/h. - Timbre chaudière : 00 kg/cm². |       |  |
| Locomotive à vapeur no 1611 dite "Britta".  | Göteborg - Borås Järnväg (GBJ) | Vagn & Maskinfabriken Falun, 1917                               | Hors service (en révision).                        | - Locomotive à vapeur d'origine suédoise, acquise en 2002. - 11,7 m, 60,5 t, vitesse maximum : 80 km/h. - Timbre chaudière : 00 kg/cm². - Capacité de la soute à charbon : 00 t. - Capacité de la soute à eau : 0 000 L (00,0 m3).                                                                       |       |  |
| Locomotive à vapeur BR 50.3645              | Deutsche Reichsbahn (DR)       | Deutsche Waffen- und Munitionsfabrik (DWM), Posen, 1942         | Hors service (en attente d'une révision complète). | - Locomotive à vapeur d'origine allemande, acquise en 2005. - 23 m, 146 t, vitesse maximum : 80 km/h. - Timbre chaudière : 00 kg/cm². - Capacité de la soute à charbon (Tender) : 8 t. - Capacité de la soute à eau (Tender) : 26 000 L (26 m3).                                                         |       |  |
| Locomotive à vapeur BR 52.8060              | Deutsche Reichsbahn (DR)       | Arnold Jung Lokomotivfabrik GmbH, Jungenthal, 1943              | Opérationnelle (depuis mai 2015).                  | - Locomotive à vapeur d'origine allemande, acquise en 2005. - 23 m, 136 t, vitesse maximum : 80 km/h. - Timbre chaudière : 00 kg/cm². - Capacité de la soute à charbon (Tender) : 8 t. - Capacité de la soute à eau (Tender) : 13 000 L (13 m3).                                                         |       |  |
| Locomotive à vapeur BR 52.8082              | Deutsche Reichsbahn (DR)       | Oberschlesische Lokomotivwerke AG, Kattowitz, Werk Krenau, 1943 | Opérationnelle (depuis août 2022).                 | - Locomotive à vapeur d'origine allemande, acquise en 1996. - 23 m, 136 t, vitesse maximum : 80 km/h. - Timbre chaudière : 00 kg/cm². - Capacité de la soute à charbon (Tender) : 8 t. - Capacité de la soute à eau (Tender) : 13 000 L (13 m3).                                                         |       |  |
| Locomotive à vapeur TE-5933 (ex BR 52.5933) | Deutsche Reichsbahn (DR)       | Berliner Maschinenbau-Actien-Gesellschaft BMAG, 1943            | Hors service (en attente d'une révision).          | - Locomotive à vapeur d'origine allemande, acquise en 2006. - Locomotive maquillée en version russe (étoile rouge). - 23 m, 143 t, vitesse maximum : 80 km/h. - Timbre chaudière : 00 kg/cm². - Capacité de la soute à charbon (Tender) : 8 t. - Capacité de la soute à eau (Tender) : 13 000 L (13 m3). |       |  |
| Locomotive diesel no 11 dite "Rudolf"       | AkzoNobel                      | English Electric, 1970                                          | Ferraillé en 2017                                  | |       |  |
| Locomotive diesel DL12                      | Wittlager Kreisbahn            | MaK, Kiel, 1955                                                 | Opérationnelle                                     | - Locomotive diesel d'origine allemande, acquise en 1999. - 9,2 m, 42 t, vitesse maximum : 62 km/h. |       |  |
| Locomotive diesel no 14                     | Westfälische Almetalbahn       | MaK, Kiel, 1955                                                 | Hors service (en révision).                        | - Locomotive diesel d'origine allemande, acquise en 2006. - 9,2 m, 42 t, vitesse maximum : 62 km/h. |       |  |
| Locomotive diesel V53 019                   | Bremer Stahlwerke              | Klöckner-Humboldt-Deutz AG (KHD), Köln, 1962                    | Hors service (en attente d'une révision complète). | - Locomotive diesel d'origine allemande, acquise en 2003. - 10 m, 57 t, vitesse maximum : 57 km/h. |       |  |
| Locotracteur diesel Kbf no 5057 / BE D 10   | Bentheimer Eisenbahn           | Klöckner-Humboldt-Deutz AG (KHD), Köln, 1943                    | Hors service (depuis 2002).                        | - Locotracteur d'origine allemande, acquis durant l'hiver 1995/96. - 6,4 m, 17 t, vitesse maximum : 45 km/h. |       |  |
| Locotracteur diesel no 203                  | NS                             | Werkspoor (Amsterdam), 1934                                     | Hors service (révision prévue).                    | - Locotracteur diesel d'origine néerlandaise, acquis en 2022. - 9,2 m, 42 t, vitesse maximum : 62 km/h. |       |  |
| Locotracteur diesel no 204                  | NS                             | Werkspoor (Amsterdam), 1934                                     | Opérationnel (depuis 2008).                        | - Locotracteur diesel d'origine néerlandaise, acquis en 1999. - 7,2 m, 21 t, vitesse maximum : 60 km/h. |       |  |
| Locotracteur diesel no 249                  | NS                             | Werkspoor (Amsterdam), 1935                                     | Opérationnel (depuis 2015).                        | - Locotracteur diesel d'origine néerlandaise, acquis en 1998. - 7,2 m, 21 t, vitesse maximum : 60 km/h. |       |  |
| Locotracteur diesel no 353 dite "Opa"       | NS                             | Werkspoor (Amsterdam), 1950                                     | Hors service                                       | - Locotracteur diesel d'origine néerlandaise, acquis en 1998. - 7,2 m, 21 t, vitesse maximum : 60 km/h. |       |  |
| Locomotive diesel no 609                    | NS                             | The English Electric Company Ltd (EEC), 1955                    | Hors service (en révision).                        | - Locomotive diesel d'origine anglaise, acquise en 2008. - 9 m, 47 t, vitesse maximum : 32 km/h. |       |  |
| Locomotive diesel 2278                      | NS                             | Allan Rotterdam, 1957                                           | Opérationnelle (depuis 2013).                      | - Locomotive diesel d'origine néerlandaise, acquise en 2012. - 14 m, 72 t, vitesse maximum : 32 km/h. |       |  |

### Voitures à voyageurs
| Numéro                               | Société d'origine                                            | Constructeur et date                                                  | État et informations techniques | Photo |
| ------------------------------------ | ------------------------------------------------------------ | --------------------------------------------------------------------- | --- | ----- |
| Voiture B 111                        | Österreichische Bundesbahnen (ÖBB)                           | (onderstel) (Staudinger Waggonfabrik, Borenwald (Studénka, CZ)), 1913 | - Opérationnelle |       |
| Voiture B 112                        | Österreichische Bundesbahnen (ÖBB)                           | (onderstel) (Staudinger Waggonfabrik, Borenwald (Studénka, CZ)), 1914 | - Opérationnelle |       |
| Voiture BD 113                       | Österreichische Bundesbahnen (ÖBB)                           | (onderstel) (Simmeringer Maschinen- und Waggonbau AG, Wien), 1925     | - Opérationnelle |       |
| Voiture C 115                        | Deutsche Bundesbahn (DB)                                     | 1928                                                                  | - Opérationnelle |       |
| Voiture A 116                        | Deutsche Bundesbahn (DB)                                     | Waggon- und Maschinenbau AG, Görlitz, 1929                            | - Hors service |       |
| Voiture BC 117                       | Deutsche Reichsbahn (DR)                                     | Waggonfabrik Uerdingen, 1929                                          | - Opérationnelle |       |
| Voiture C 120 / 91 626 Au            | Königlich Württembergische Staats-Eisenbahnen (K.W. St.E.B.) | Maschinenfabrik Esslingen, 1905                                       | - Opérationnelle |       |
| Voiture C 121 / 92 457 Kar           | Königlich Württembergische Staats-Eisenbahnen (K.W. St.E.B.) | Waggonfabrik Fuchs, Heidelberg, 1905                                  | - Opérationnelle |       |
| Voiture C 122 / 92 663 Mz            | Königlich Württembergische Staats-Eisenbahnen (K.W. St.E.B.) | Maschinenfabrik Esslingen, 1906                                       | - Opérationnelle |       |
| Voiture C 123 / 95 042 Stg           | Königlich Württembergische Staats-Eisenbahnen (K.W. St.E.B.) | Maschinenfabrik Esslingen, 1914                                       | - Opérationnelle |       |
| Voiture WR 136 / 94 383 Ffm          | Königlich Württembergische Staats-Eisenbahnen (K.W. St.E.B.) | Badische Waggonfabrik, Rastatt, 1912                                  | - Opérationnelle |       |
| Voiture WR no 131                    | Deutsche Bundesbahn (DB)                                     | Rathgeber, München, 1954                                              | - En révision |       |
| Voiture WR no 132                    | Royal Corps of Transport (RCT)                               | Deutsche Waggon und Maschinenfabriken, Berlin, 1965                   | - Voiture faisant partie du train britannique Berlin - Braunschweig. - Révision prévue. |       |
| Voiture L (B) no 143 (ex no 32.070)  | SNCB                                                         | CCC (Haine-Saint-Pierre), 1934                                        | - Voiture à voyageurs d'origine belge, acquise en 1997 (via le Stoomtrein Goes-Borsele). - Ex-SNCB n°50 88 20-26 470-5. - 19 m, 47 t, vitesse maximum : 120 km/h. - Hors service (épave).    |       |
| Voiture L (BD) no 144 (ex no 39.013) | SNCB                                                         | Ateliers de Godarville, 1934                                          | - Voiture à voyageurs d'origine belge, acquise en 1997 (via le Stoomtrein Goes-Borsele). - Ex-SNCB n°50 88 822-64 241-7 ?. - 19 m, 47 t, vitesse maximum : 120 km/h. - Hors service (épave). |       |
| Voiture WG no 151                    | Deutsche Bundespost (DBP)                                    | Gebr. Credé & Co GmbH (Kassel), 1966                                  | - Opérationnelle |       |
| Bagagewagen D 101                    | Deutsche Bundesbahn (DB)                                     |                                                                       | - Hors service |       |
| Verblijfswagen D 281                 | Deutsche Reichsbahn (DR)                                     | Hannoversche Waggonfabrik AG (HAWA), Hannover, 1928                   | - Hors service |       |
| Bagagerijtuig D 285                  | NS                                                           | Beijnes (Haarlem), 1932. Ex-NS DIV 6065                               | - Opérationnelle |       |